# دان بوید
دان بوید (انگلیسی: Don Boyd؛ زادهٔ ۱۱ اوت ۱۹۴۸) کارگردان فیلم، تهیه‌کننده فیلم و فیلم‌نامه‌نویس اهل بریتانیا است.
از فیلم‌ها یا مجموعه‌های تلویزیونی که وی در آن‌ها نقش داشته است، می‌توان به مرثیه جنگ، بیست و یک، آریا، طوفان و تفاله اشاره نمود.